# Wergili
Wergili – polski dramat obyczajowy z 1976 w reżyserii Ryszarda Bera zrealizowany na podstawie scenariusza Stanisława Grochowiaka. Jest to filmowa wersja zrealizowanego wcześniej słuchowiska radiowego.
„Ja cię zaś teraz w swoją biorę pieczę / Pójdź za mną! Ja ci będę przewodnikiem! / Tam cię zawiodę, gdzie duchy człowiecze / Wiecznie się skarżą rozpaczliwym krzykiem / Gdy śmierć je wtórna ościeniem przebodzie / Na wieczność całą w tym ostępie dzikim” – motto filmu cytowane na początku filmu pochodzi z poematu Boska komedia Dantego Alighieri. Słowa te wypowiada Wergiliusz (Wergili) oprowadzając poetę po Piekle.

## Obsada
- Hanna Stankówna jako francuska turystka
- Janusz Bukowski jako Browning, amerykański przedsiębiorca
- August Kowalczyk  jako dyrektor Muzeum Auschwitz-Birkenau, były więzień obozu
- Jerzy Nowak jako „Wycior”, były więzień obozu
- Adolf Chronicki jako dyrektor przedsiębiorstwa, były więzień obozu
- Edward Rączkowski jako Franciszek Grzela, były więzień obozu
- Ryszard Ronczewski jako były więzień obozu
- Marek Walczewski jako były więzień obozu
- Edmund Fetting jako ksiądz w Kościele Mariackim w Krakowie

## Zarys fabuły
Akcja rozgrywa się na terenie byłego obozu koncentracyjnego Auschwitz-Birkenau w Oświęcimiu. Wiele lat po zakończeniu wojny przybywa tam francuska turystka, której były mąż zginął w obozie. Towarzyszy jej przypadkowo poznany amerykański przedsiębiorca, pan Browning. Ich wizyta w tym miejscu stanowi pretekst do konfrontacji postaw ludzi, którzy przeżyli obóz, z tymi, którzy mają o nim bardzo mgliste pojęcie.